# Rádió GaGa
Rádió GaGa is een commercieel Hongaarstalig radiostation dat uitzendt vanuit Tîrgu Mureș, Gheorgheni, Odorheiu Secuiesc en Sfântu Gheorghe via FM (11 zendmasten) en kabelnetten. Verder is de zender online te ontvangen via internet.
De zender is eigendom van Erdélyi Médiatér Egyesület, vertaald: Transsylvanisch mediaplatform genootschap. Een stichting die wordt gesteund door de Hongaarse rijksoverheid. Het bedrijf is ook eigenaar van de dagbladen Székelyhon en Krónika.
Het station had in 2022 volgens haar eigen website 30 medewerkers.

## Geschiedenis
De zender begon in 1999 met haar uitzendingen vanuit Tîrgu Mureș . In 2022 werden de radiostation Príma FM en Friss FM en Rádió IX overgenomen en ontstond het huidige radiostation met haar drie studio's.

## Frequenties
Het station is via de 11 onderstaande zenders door circa 300.000 mensen te ontvangen.
- Reghin FM 94.7
- Tîrgu Mureș FM 88.0
- Sovata FM 102.0
- Sighisoara FM 104.3
- Odorheiu Secuiesc FM 87.9
- Gheorgheni FM 91.2
- Izvoru Mureșului 103.9
- Baraolt FM 90.5
- Sfântu Gheorghe FM 88.7
- Târgu Secuiesc FM 88.0
- Covasna FM 107.2